# Llista d'asteroides/211401-211500
| Nom      | Designació provisional | Data de descobriment   | Lloc de descobriment | Descobridor/s |
| -------- | ---------------------- | ---------------------- | -------------------- | ------------- |
| 211401 - | 2002 VX40              | 1 de novembre de 2002  | Palomar              | NEAT          |
| 211402 - | 2002 VE50              | 5 de novembre de 2002  | Anderson Mesa        | LONEOS        |
| 211403 - | 2002 VW52              | 6 de novembre de 2002  | Socorro              | LINEAR        |
| 211404 - | 2002 VU57              | 6 de novembre de 2002  | Haleakala            | NEAT          |
| 211405 - | 2002 VH61              | 5 de novembre de 2002  | Socorro              | LINEAR        |
| 211406 - | 2002 VR69              | 7 de novembre de 2002  | Socorro              | LINEAR        |
| 211407 - | 2002 VK73              | 7 de novembre de 2002  | Socorro              | LINEAR        |
| 211408 - | 2002 VK86              | 8 de novembre de 2002  | Socorro              | LINEAR        |
| 211409 - | 2002 VE87              | 8 de novembre de 2002  | Socorro              | LINEAR        |
| 211410 - | 2002 VY92              | 11 de novembre de 2002 | Socorro              | LINEAR        |
| 211411 - | 2002 VB98              | 12 de novembre de 2002 | Socorro              | LINEAR        |
| 211412 - | 2002 VL103             | 12 de novembre de 2002 | Socorro              | LINEAR        |
| 211413 - | 2002 VM111             | 13 de novembre de 2002 | Palomar              | NEAT          |
| 211414 - | 2002 VY111             | 13 de novembre de 2002 | Kitt Peak            | Spacewatch    |
| 211415 - | 2002 VA116             | 11 de novembre de 2002 | Socorro              | LINEAR        |
| 211416 - | 2002 VP134             | 6 de novembre de 2002  | Socorro              | LINEAR        |
| 211417 - | 2002 VW143             | 4 de novembre de 2002  | Palomar              | NEAT          |
| 211418 - | 2002 WP12              | 27 de novembre de 2002 | Anderson Mesa        | LONEOS        |
| 211419 - | 2002 WS14              | 28 de novembre de 2002 | Anderson Mesa        | LONEOS        |
| 211420 - | 2002 WG22              | 23 de novembre de 2002 | Palomar              | NEAT          |
| 211421 - | 2002 WD24              | 16 de novembre de 2002 | Palomar              | NEAT          |
| 211422 - | 2002 WV24              | 25 de novembre de 2002 | Palomar              | NEAT          |
| 211423 - | 2002 XE1               | 1 de desembre de 2002  | Socorro              | LINEAR        |
| 211424 - | 2002 XE9               | 2 de desembre de 2002  | Socorro              | LINEAR        |
| 211425 - | 2002 XW17              | 5 de desembre de 2002  | Socorro              | LINEAR        |
| 211426 - | 2002 XJ19              | 2 de desembre de 2002  | Socorro              | LINEAR        |
| 211427 - | 2002 XK20              | 2 de desembre de 2002  | Socorro              | LINEAR        |
| 211428 - | 2002 XN30              | 6 de desembre de 2002  | Socorro              | LINEAR        |
| 211429 - | 2002 XD37              | 7 de desembre de 2002  | Socorro              | LINEAR        |
| 211430 - | 2002 XN55              | 10 de desembre de 2002 | Palomar              | NEAT          |
| 211431 - | 2002 XZ58              | 11 de desembre de 2002 | Socorro              | LINEAR        |
| 211432 - | 2002 XO63              | 11 de desembre de 2002 | Socorro              | LINEAR        |
| 211433 - | 2002 XL66              | 10 de desembre de 2002 | Socorro              | LINEAR        |
| 211434 - | 2002 XR95              | 5 de desembre de 2002  | Socorro              | LINEAR        |
| 211435 - | 2002 YM9               | 31 de desembre de 2002 | Socorro              | LINEAR        |
| 211436 - | 2002 YN10              | 31 de desembre de 2002 | Socorro              | LINEAR        |
| 211437 - | 2002 YY15              | 31 de desembre de 2002 | Anderson Mesa        | LONEOS        |
| 211438 - | 2002 YD18              | 31 de desembre de 2002 | Socorro              | LINEAR        |
| 211439 - | 2002 YD23              | 31 de desembre de 2002 | Socorro              | LINEAR        |
| 211440 - | 2003 AH25              | 4 de gener de 2003     | Socorro              | LINEAR        |
| 211441 - | 2003 AC51              | 5 de gener de 2003     | Socorro              | LINEAR        |
| 211442 - | 2003 AR52              | 5 de gener de 2003     | Socorro              | LINEAR        |
| 211443 - | 2003 AU52              | 5 de gener de 2003     | Socorro              | LINEAR        |
| 211444 - | 2003 AK53              | 5 de gener de 2003     | Socorro              | LINEAR        |
| 211445 - | 2003 AM65              | 7 de gener de 2003     | Socorro              | LINEAR        |
| 211446 - | 2003 AR65              | 7 de gener de 2003     | Socorro              | LINEAR        |
| 211447 - | 2003 AS70              | 10 de gener de 2003    | Socorro              | LINEAR        |
| 211448 - | 2003 AK76              | 10 de gener de 2003    | Socorro              | LINEAR        |
| 211449 - | 2003 AL81              | 10 de gener de 2003    | Socorro              | LINEAR        |
| 211450 - | 2003 BZ11              | 26 de gener de 2003    | Anderson Mesa        | LONEOS        |
| 211451 - | 2003 BV27              | 26 de gener de 2003    | Palomar              | NEAT          |
| 211452 - | 2003 BG28              | 26 de gener de 2003    | Palomar              | NEAT          |
| 211453 - | 2003 BC33              | 27 de gener de 2003    | Palomar              | NEAT          |
| 211454 - | 2003 BF33              | 27 de gener de 2003    | Haleakala            | NEAT          |
| 211455 - | 2003 BV36              | 28 de gener de 2003    | Kitt Peak            | Spacewatch    |
| 211456 - | 2003 BD53              | 27 de gener de 2003    | Anderson Mesa        | LONEOS        |
| 211457 - | 2003 BE62              | 28 de gener de 2003    | Palomar              | NEAT          |
| 211458 - | 2003 BJ64              | 29 de gener de 2003    | Palomar              | NEAT          |
| 211459 - | 2003 BZ74              | 29 de gener de 2003    | Palomar              | NEAT          |
| 211460 - | 2003 BJ83              | 31 de gener de 2003    | Socorro              | LINEAR        |
| 211461 - | 2003 BB89              | 28 de gener de 2003    | Socorro              | LINEAR        |
| 211462 - | 2003 BE92              | 27 de gener de 2003    | Socorro              | LINEAR        |
| 211463 - | 2003 BD93              | 26 de gener de 2003    | Haleakala            | NEAT          |
| 211464 - | 2003 CL2               | 1 de febrer de 2003    | Haleakala            | NEAT          |
| 211465 - | 2003 CV13              | 5 de febrer de 2003    | Haleakala            | NEAT          |
| 211466 - | 2003 CL14              | 3 de febrer de 2003    | Palomar              | NEAT          |
| 211467 - | 2003 CN15              | 4 de febrer de 2003    | Haleakala            | NEAT          |
| 211468 - | 2003 CS21              | 2 de febrer de 2003    | Anderson Mesa        | LONEOS        |
| 211469 - | 2003 DS3               | 22 de febrer de 2003   | Palomar              | NEAT          |
| 211470 - | 2003 DA15              | 25 de febrer de 2003   | Campo Imperatore     | CINEOS        |
| 211471 - | 2003 DS18              | 21 de febrer de 2003   | Palomar              | NEAT          |
| 211472 - | 2003 DL24              | 21 de febrer de 2003   | Palomar              | NEAT          |
| 211473 - | 2003 ER1               | 4 de març de 2003      | Saint-Véran          | Saint-Véran   |
| 211474 - | 2003 EF19              | 6 de març de 2003      | Anderson Mesa        | LONEOS        |
| 211475 - | 2003 ED23              | 6 de març de 2003      | Socorro              | LINEAR        |
| 211476 - | 2003 EX37              | 8 de març de 2003      | Anderson Mesa        | LONEOS        |
| 211477 - | 2003 ET52              | 8 de març de 2003      | Socorro              | LINEAR        |
| 211478 - | 2003 EA55              | 8 de març de 2003      | Palomar              | NEAT          |
| 211479 - | 2003 ET59              | 13 de març de 2003     | Socorro              | LINEAR        |
| 211480 - | 2003 FC7               | 26 de març de 2003     | Wrightwood           | J. W. Young   |
| 211481 - | 2003 FT18              | 24 de març de 2003     | Kitt Peak            | Spacewatch    |
| 211482 - | 2003 FN19              | 25 de març de 2003     | Palomar              | NEAT          |
| 211483 - | 2003 FC84              | 28 de març de 2003     | Kitt Peak            | Spacewatch    |
| 211484 - | 2003 FP89              | 29 de març de 2003     | Anderson Mesa        | LONEOS        |
| 211485 - | 2003 FU106             | 27 de març de 2003     | Anderson Mesa        | LONEOS        |
| 211486 - | 2003 GK39              | 6 d'abril de 2003      | Anderson Mesa        | LONEOS        |
| 211487 - | 2003 GL47              | 7 d'abril de 2003      | Kitt Peak            | Spacewatch    |
| 211488 - | 2003 HA44              | 27 d'abril de 2003     | Anderson Mesa        | LONEOS        |
| 211489 - | 2003 KP                | 22 de maig de 2003     | Wrightwood           | J. W. Young   |
| 211490 - | 2003 MZ                | 22 de juny de 2003     | Anderson Mesa        | LONEOS        |
| 211491 - | 2003 NQ6               | 3 de juliol de 2003    | Socorro              | LINEAR        |
| 211492 - | 2003 NE7               | 7 de juliol de 2003    | Reedy Creek          | J. Broughton  |
| 211493 - | 2003 NL9               | 1 de juliol de 2003    | Socorro              | LINEAR        |
| 211494 - | 2003 NO10              | 3 de juliol de 2003    | Kitt Peak            | Spacewatch    |
| 211495 - | 2003 OM7               | 25 de juliol de 2003   | Palomar              | NEAT          |
| 211496 - | 2003 OD9               | 23 de juliol de 2003   | Palomar              | NEAT          |
| 211497 - | 2003 OW19              | 31 de juliol de 2003   | Haleakala            | NEAT          |
| 211498 - | 2003 PA6               | 1 d'agost de 2003      | Socorro              | LINEAR        |
| 211499 - | 2003 PM7               | 1 d'agost de 2003      | Haleakala            | NEAT          |
| 211500 - | 2003 PD9               | 4 d'agost de 2003      | Socorro              | LINEAR        |